# Југославија на Европском првенству у атлетици на отвореном 1962.
Југославија је учествовала на 7. Европском првенству у атлетици на отвореном 1962. одржаном од 12. до 16. септембра на Стадиону ЈНА данас, Стадиону Партизана у Београду (Србија). Репрезентацију Југославије на њеном седмом учешћу на европским првенствима на отвореном, представљало је 38 атлетичара (31 мушкараца и 7 жена) који су се такмичили у 27 дисциплина (18 мушких и 9 женских).
У укупном пласману Југославија је са 1 освојеном медаљом (сребрна) делила 15. место са Чехословачком. У табели успешности према броју и пласману такмичара који су учествовали у финалним такмичењима (првих 8 такмичара) Југославија је са 12 учесника у финалу заузела 12. место са 32 бода.
| Пл. | Земља       | 1. место | 2. место | 3. место | 4. место | 5. место | 6. место | 7. место | 8. место | Бр. фин. | Бодови |
| --- | ----------- | -------- | -------- | -------- | -------- | -------- | -------- | -------- | -------- | -------- | ------ |
| 12. | Југославија | -        | 1 − 7    | -        | 1 − 5    | 1 - 4    | 2 − 6    | 3 - 6    | 4 - 4    | 12       | 32     |

## Учесници
| Мушкарци: - Јосип Шарић — 200 м - Милоје Грујић — 400 м, 4 х 400 м - Мирослав Боснар — 400 м, 4 х 400 м - Симо Важић — 1.500 м - Франц Черван — 10.000 м - Иштван Ивановић — 10.000 м - Иван Мустапић — Маратон - Фрањо Шкрињар — Маратон - Фрањо Михалић — Маратон - Станко Лоргер — 110 м препоне - Милад Петрушић — 110 м препоне - Славко Шпан — 3.000 м препреке - Франц Хафнер — 3.000 м препреке - Озби Вистер — 20 км ходања - Срђан Савић — 4 х 400 м - Виктор Шнајдер — 4 х 400 м - Ђорђе Мајтан — Скок увис - Роман Лешек — Скок мотком - Мирко Кузмановић — Скок мотком - Франц Рајко — Скок мотком - Бранислав Муњић — Скок удаљ - Радослав Јоцић — Троскок - Милија Јоцовић — Бацање кугле - Бошко Томасовић — Бацање кугле - Ђорђе Ракић — Бацање диска - Дарко Радошевић — Бацање диска - Звонко Безјак — Бацање кладива - Петар Галић — Бацање копља - Божидар Милетић — Бацање копља - Мирко Колник — Десетобој - Јоже Бродник — Десетобој | Жене: - Зденка Коленц-Лесковац — 100 м, 4 х 100 м - Олга Шиковец — 200 м, 4 х 100 м - Нађа Симић — 400 м, 4 х 100 м - Милица Рајков — 800 м - Драга Стамејчич — 80 м препоне, 4 х 100 м, Петобој - Олга Гере — Скок увис - Маријета Качић — Бацање копља |  |

## Освајачи медаља (1)

### Сребро (1)
- Олга Гере — Скок увис

## Резултати

### Мушкарци
| Атлетичар        | Дисциплина       | Лични рекорд | Квалификације     | Квалификације     | Полуфинале            | Полуфинале            | Финале                | Финале       | Детаљи |
| Атлетичар        | Дисциплина       | Лични рекорд | Резултат          | Место             | Резултат              | Место                 | Резултат              | Место        | Детаљи |
| ---------------- | ---------------- | ------------ | ----------------- | ----------------- | --------------------- | --------------------- | --------------------- | ------------ | ------ |
| Јосип Шарић      | 200 м            |              | 22,1              | 4. у гр. 4        | Нису се квалификовали | Нису се квалификовали | Нису се квалификовали | 25 / 26      |        |
| Милоје Грујић    | 400 м            |              | 47,5              | 4. у гр. 5        | Нису се квалификовали | Нису се квалификовали | Нису се квалификовали | 19 / 24      |        |
| Мирослав Боснар  | 400 м            |              | 48,0              | 4. у гр. 6        | Нису се квалификовали | Нису се квалификовали | Нису се квалификовали | 21 / 24      |        |
| Симо Важић       | 1.500 м          |              | 3:45,5            | 4. у гр. 2        |                       |                       | Није се квалификовао  | 10 / 23      |        |
| Франц Черван     | 10.000 м         |              |                   |                   |                       |                       | 29:07,6 НР            | 7 / 24 (26)  |        |
| Иштван Ивановић  | 10.000 м         |              | 29:37,8           | 16 / 24 (26)      |                       |                       |                       |              |        |
| Иван Мустапић    | Маратон          |              | 2:30:23,4         | 8 / 22 (28)       |                       |                       |                       |              |        |
| Фрањо Шкрињар    | Маратон          |              | 2:36:14,8         | 14 / 22 (28)      |                       |                       |                       |              |        |
| Фрањо Михалић    | Маратон          |              | Није завршио трку | Није завршио трку |                       |                       |                       |              |        |
| Станко Лоргер    | 110 м препоне    |              | 14,3в КВ          | 1. у гр. 2        | 14,5                  | 3. у гр. 1            | 14,5                  | 7 / 20 (23)  |        |
| Милад Петрушић   | 110 м препоне    |              | 14,6в             | 5. у гр. 4        | Није се квалификовао  | Није се квалификовао  | Није се квалификовао  | 16 / 20 (23) |        |
| Славко Шпан      | 3.000 м препреке |              | 8:45,0 КВ         | 3. у гр. 3        |                       |                       | 8:57,2                | 9 / 29       |        |
| Франц Хафнер     | 3.000 м препреке |              | 8:54,2            | 5. у гр. 2        | Нису се квалификовали | 18 / 29               |                       |              |        |
| Озби Вистер      | 20 км ходање     |              |                   |                   |                       |                       | 1:56:21,4             | 16 / 16 (19) |        |
| Срђан Савић      | 4 х 400 м        |              | 3:12,5            | 5. у гр. 1        |                       |                       | Нису се квалификовали | 9 / 11 (12)  |        |
| Милоје Грујић    | 4 х 400 м        |              | 3:12,5            | 5. у гр. 1        |                       |                       | Нису се квалификовали | 9 / 11 (12)  |        |
| Виктор Шнајдер   | 4 х 400 м        |              | 3:12,5            | 5. у гр. 1        |                       |                       | Нису се квалификовали | 9 / 11 (12)  |        |
| Мирослав Боснар  | 4 х 400 м        |              | 3:12,5            | 5. у гр. 1        |                       |                       | Нису се квалификовали | 9 / 11 (12)  |        |
| Ђорђе Мајтан     | Скок увис        |              | 2,03 КВ           | 2.                |                       |                       | 2,00                  | 8 / 20       |        |
| Роман Лешек      | Скок мотком      |              | 4,40 КВ           | 9.                | 4,55 НР               | 6 / 23                |                       |              |        |
| Мирко Кузмановић | Скок мотком      |              | 4,30              | 16.               | Нису се квалификовали | 16 / 23               |                       |              |        |
| Франц Рајко      | Скок мотком      |              | 4,20              | 19.               | Нису се квалификовали | 19 / 23               |                       |              |        |
| Бранислав Муњић  | Скок удаљ        |              | 7,01              | 20.               | Нису се квалификовали | 20 / 20               |                       |              |        |
| Радослав Јоцић   | Троскок          |              | 15,58 КВ          | 6.                | 15,68 НР              | 5 / 23                |                       |              |        |
| Милија Јоцовић   | Бацање кугле     |              | 17,46 КВ          | 5.                | 17,55                 | 8 / 20                |                       |              |        |
| Бошко Томасовић  | Бацање кугле     |              | 17,12 КВ          | 11.               | 16,95                 | 15 / 20               |                       |              |        |
| Ђорђе Ракић      | Бацање диска     |              | 53,19 КВ          | 7.                | 49,80                 | 12 / 25 (27)          |                       |              |        |
| Дарко Радошевић  | Бацање диска     |              | 52,56             | 13.               | Нису се квалификовали | 13 / 25 (27)          |                       |              |        |
| Звонко Безјак    | Бацање кладива   |              | 59,79             | 17.               | Нису се квалификовали | 17 / 20               |                       |              |        |
| Петар Галић      | Бацање копља     |              | 72,80 кв          | 12.               | 73,30                 | 12 / 25               |                       |              |        |
| Божидар Милетић  | Бацање копља     |              | 72,75             | 13.               | Није се квалификовао  | 13 / 25               |                       |              |        |

#### Десетобој
Учествовало је 17 десетобојаца, од којих двоје није завршило такмичење.
| Име          | 100 м  | даљ  | кугла | вис  | 400 м | 110 м пр. | диск  | мотка | копље | 1.500м | Бод           | Место       | Бел. |
| ------------ | ------ | ---- | ----- | ---- | ----- | --------- | ----- | ----- | ----- | ------ | ------------- | ----------- | ---- |
| Мирко Колник | 10,7 в | 6,81 | 13,82 | 1,75 | 50,3  | 15,7      | 41,95 | 4,45  | 55,54 | 4:53,3 | 7.199 (7.348) | 7 / 15 (17) |      |
| Јоже Бродник | 11,3   | 6,80 | 13,15 | 1,83 | 51,4  | 15,4      | 39,25 | 4,00  | 63,99 | 4:27,4 | 7.185 (7.183) | 8 / 15 (17) |      |

- Код бодовања постоје два резултата. Први је према важећим таблицама, а у загради по таблицама које су важиле када је такмичење одржано.

### Жене
| Атлетичарка            | Дисциплина   | Лични рекорд | Квалификације | Квалификације | Полуфинале            | Полуфинале | Финале                | Финале  | Детаљи |
| Атлетичарка            | Дисциплина   | Лични рекорд | Резултат      | Место         | Резултат              | Место      | Резултат              | Место   | Детаљи |
| ---------------------- | ------------ | ------------ | ------------- | ------------- | --------------------- | ---------- | --------------------- | ------- | ------ |
| Зденка Коленц-Лесковац | 100 м        |              | 12,01         | 4. у гр. 1    |                       |            | Није се квалификовала | 13 / 19 |        |
| Олга Шиковец           | 200 м        |              | 25,1 КВ       | 3. у гр. 4    | 25,0                  | 11 / 16    |                       |         |        |
| Нађа Симић             | 400 м        |              | 56,5 КВ       | 3. у гр. 3    | 56,4 НР               | 11 / 18    |                       |         |        |
| Милица Рајков          | 800 м        |              | 2:16,5        | 5. у гр. 2    | Нису се квалификовале | 19 / 19    |                       |         |        |
| Драга Стамејчич        | 80 м препоне |              | 11,0 в КВ     | 2. у гр. 4    | Нису се квалификовале | 11,6       | 5. у гр. 1            | 11 / 15 |        |
| Олга Шиковец           | 4 х 100 м    |              | 46,7 КВ, НР   | 6.            |                       |            | 46,4 НР               | 4 / 8   |        |
| Нађа Симић             | 4 х 100 м    |              | 46,7 КВ, НР   | 6.            |                       |            | 46,4 НР               | 4 / 8   |        |
| Зденка Коленц-Лесковац | 4 х 100 м    |              | 46,7 КВ, НР   | 6.            |                       |            | 46,4 НР               | 4 / 8   |        |
| Драга Стамејчич        | 4 х 100 м    |              | 46,7 КВ, НР   | 6.            |                       |            | 46,4 НР               | 4 / 8   |        |
| Олга Гере              | Скок увис    |              | 1,67 КВ       | 2.            | 1,76 НР               |            |                       |         |        |
| Маријета Качић         | Бацање копља |              | 46,63 КВ      | 10.           | 46,29                 | 9 / 14     |                       |         |        |

#### Петобој
Учествовало је 13 петобојки, такмичење је завршило 10.
| Име             | 60 м пр. | вис   | кугла | даљ  | 800 м   | Бодови           | Место       | Бел. |
| --------------- | -------- | ----- | ----- | ---- | ------- | ---------------- | ----------- | ---- |
| Драга Стамејчич | 11,00    | 12,44 | 1,48  | 5,68 | 25,50 в | 3.807 (4.544) НР | 6 / 10 (13) |      |

- Код бодовања постоје два резултата. Први је према важећим таблицама, а у загради по таблицама које су важиле када је такмичење одржано.